# 情報サービス
情報サービス(じょうほうサービス)は、情報を扱うサービスで、情報そのものを（ないし、それに付加価値を乗せて）提供する「情報提供サービス」と、情報通信など（情報通信業）、情報そのものではなく、情報処理について（通信網やコンピュータなどのハードウェアや、コンピュータ・プログラムのようなソフトウェアを提供するのではなく）コンピュータなどを利用して情報を処理することそのもの（コンピューティングなどとも言う）を提供する「情報処理サービス」に大別される。なお、理論的（数学的）には、スーパーコンピューターなどにより大量の数値計算力を提供する計算サービスなども全く同様のものと言えるが、業界分類などとしては計算サービスとは分けられている。

## 関連語
日本の国立国会図書館のWeb NDL Authoritiesには「情報サービス」の下位語として以下のような語がある。
- ソーシャルネットワーキング
- ポッドキャスティング
- 検索エンジン
- 音楽配信（ないし、音声配信）
- 映像（動画）配信
- 位置情報サービス
- ニュースサイト
- ナンバーディスプレイ
- CGM
- ビデオテクス

また、「気象情報サービス」「医療情報サービス」「経営情報サービス」「特許情報サービス」等、様々な主題を冠した情報を提供するサービスがある。
その他の関連語
- ドキュメンテーション
- 情報サービス業
- 情報通信業

日本標準産業分類（1954年10月設定）では、情報通信業には、37 通信業、38 放送業、41 映像・音声・文字情報制作業、のほか、39 情報サービス業、40 インターネット付随サービス業がある（電子政府の「統計分類・用語の検索」 で検索)。また、「マスコミ」やこれらに分類されていない広告業、教育、学習支援業といった、以上のような分類には含まれない情報関連の業種もある。

## 図書館の例
一例として図書館に関連する情報サービスを記す（なお、ここで述べているのは、図書館に関連して提供されているサービスの話であって、図書館情報学という学術分野と情報サービスの話ではない（歴史の節を除く）。また、以下の記述では、情報提供サービスと情報処理サービスの区別はついていない）。

### 総論
図書館においては、ネットワーク情報資源を利用、または、構築・利用し、情報検索、デジタルレファレンス、図書館利用支援などといった情報サービスが活用される。
※: 以下で「オンライン」という語が使われることがあるが、歴史的に「オンライン」という語は、「コンピュータで（機械的・電子的に）利用できる」「通信を通して」「インタラクティブに」といったような複数の意味で使われており、注意が必要である。

### 種類
- 情報検索サービス
- レファレンス・サービス
- 図書館利用案内
- 図書館利用教育
- レフェラルサービス
- カレントアウェアネスサービス
- 読書相談サービス
- 学習情報提供サービス
- 地域情報提供サービス

等

### 歴史
学術雑誌の発生と索引誌・抄録誌の増加1665年、世界初の学術雑誌Le Journal des sçavansが発行された。続いて、メタ情報である、学術雑誌に掲載された記事のタイトル・著者・抄録などの書誌情報のみを掲載する、1879年創刊のIndex Medicusや1907年創刊のChemical Abstractsといった、索引誌・抄録誌があらわれた。
機械式カード手札判程度の定形のカードに情報を記し、分類等に活用する情報カードは18世紀の「分類学の父」リンネに始まるとされる。19世紀には、カードを機械的に加工したりすることで、より容易に（機械的に）分類等ができるようにする発明があった。また別分野であるが、国勢調査のような膨大なデータの処理のために、ホレリスによりパンチカードを使用するタビュレーティングマシンが作られたのもこの時代である。そういった機械は当時まだ高価につくものであり、手作業で簡単に分類などができる、紙を切り欠いて使用する edge-notched card（パンチカード#ハンドソートパンチカードを参照）等が考案・改良され、さかんに活用された。20世紀中盤、第二次世界大戦が終わったことで、電子式コンピュータの急激な発展が始まり、他にもエレクトロニクスの利用が広まった。この頃考案されたものに、W. E. Battenの考案による、カードに開けた孔に光を通すことによるPeek-a-Boo（ピーカブー）カードや、前述の edge-notched card を使用する、Calvin MooersによるZatocoding Systemがある（詳細は英語版記事en:Superimposed code#Zatocoding）。また、Mortimer Taube（en:Mortimer Taube）は単一のキーワードごとにカードを作成する "uniterm" を提案した。
コンピュータの利用の進展コンピュータをこの分野に応用した初期の例としては、Hans Peter Luhn（en:Hans Peter Luhn）によるSelective Dissemination of Information（SDI）やKWIC（Key Word In Context）というシステムなどがある。特にKWICは（日本では、日本語との相性のためもあって、あまり広まっていないが）網羅性などが良いインデックスシステムとして、コンピュータによる検索ができるようになる以前は大変に重用されたインデックスであった（コンピュータを日常的に利用できるようになった後も、コンピュータによりKWIC式に検索結果を表示できるようなシステムといったものがある）。続いて、コンピュータのネットワーク化も始まった。1964年にバッチシステムでサービスを開始したMEDLINEは、1969年にテレックス経由によるオンライン検索となった(PubMed(2006))。1970年代のマイクロプロセッサの誕生と発展により、1980年前後から普及し始めたパーソナルコンピュータは、1979年開始のCompuServeなどパソコン通信の端末として利用され、一般個人の自宅から（パソコン通信のホストを通してサービスを提供している先進的な図書館があれば）OPACなどが利用できるようになった。日本では、1985年にモデム等の電話回線への接続に、法的に資格が必要でなくなったこともあり（それ以前から先進的なユーザによりBBS等は開設され始めていたが）PC-VANやニフティサーブ等の大手サービスが1980年代後半に開始された。
インターネットは、常時接続形態を主とするネットワークとして、米国の大学やコンピュータ関連企業などを中心に1960年代から始まったネットワークであるが、日本でも1980年代に（当初はIPではなくUUCPが主であったが）JUNETや、アマチュア無線のパケット通信を研究していたグループであるPRUG、また通信企業の一部の反主流派などは弾圧を受けながらも、整備に取り掛かったことなどによって始まり、1990年代には個人向けの接続サービスなども始まって広く普及するに至った。また、1991年のGopherと、続いて開発されたWorld Wide Webにより、簡単にネットの情報サービスを利用できるようになっていった。
情報検索サービスの発展1970年代に図書館は（米国では。日本では図書館は文系のものという意識のためか（特に市町村の公共図書館）、コンピュータ等を現代ですら忌避する風潮がまだ時折見られる）、前述のMEDLINE等の情報検索の代行といったサービスを提供するようになった。
- 当然ながら、図書館所蔵の資料の書誌・所蔵検索も情報検索サービスの対象である。1971年に最初のオンライン蔵書検索システムがオハイオ州立大学で開発された[15]。
- レファレンスサービスは情報検索サービスより歴史は古く、電子化以前は質問回答票等を紙媒体で管理していたが、電話・FAX等、新しいメディアが現れればそれに対応していた。1984年に、ボルチモアメリーランド州保健大学図書館が、電子メールによるレファレンスサービスを開始した(全文：Diljit Singh(2004)[16])。
- 1992年のAskERIC(全文：David(1995)[17])、2002年のQuestion PointなどVirtual Reference、国立国会図書館のレファレンス協同データベース(2005年)、カレントアウェアネス(2006年)、リサーチ・ナビ（2009年）などはディジタルレファレンスサービスと呼ばれている(詳細はディジタルレファレンスサービスを参照)。

## 注・出典
1. ↑  近年の言葉ではコンテンツなどと呼ばれるものなども含まれる。
2. ↑  例えば利用者が利用しやすい形態で提供されるといったようなことは、情報自体は同じでも、付加価値である。
3. ↑  “Web NDL Authorities”. 2012年11月14日閲覧。
4. ↑  “日本標準産業分類”. 2012年11月14日閲覧。
5. ↑  「オンライン文字認識」というキーワードで論文検索をすると、この意味で「オンライン」という語を使っている文献が多数見つかる。スキャン画像を対象とするいわゆるOCRではなく、タブレットへの手書き文字入力などのようなインタラクティブな入力の情報を利用する文字認識、という意味である。
6. ↑  “Gallica_Periodical issues”. 2012年11月14日閲覧。
7. ↑  “U.S. National Library of Medicine_FAQ: Index Medicus Chronology”. 2012年11月14日閲覧。
8. ↑  “A division of the American Chemical Society_About CAS_CAS History”. 2012年11月14日閲覧。
9. ↑  Robert V. Williams. “IEEE_Punched Cards: A Brief Tutorial”. 2012年11月14日閲覧。
10. ↑  “Dead medium: Peek-a-Boo Index Cards”. 2012年11月14日閲覧。
11. ↑  固武龍雄「オンライン検索以前を振り返って(<連載>オンライン情報検索:先人の足跡をたどる(17)」『情報の科学と技術』第59巻第8号、情報科学技術協会、2009年、411-418頁、NAID 110007340753。
12. ↑  “PubMed® Celebrates its 10th Anniversary!”. 2012年11月14日閲覧。
13. ↑  PC Watch. “NEC、パソコン通信サービス「PC-VAN」を4月で終了”. "2012-11-14閲覧。
14. ↑  https://kazama.hatenablog.com/entry/20050318/p1
15. ↑  “OCLC_In_the_Biginning”. 2
012-11-14閲覧。
16. ↑  “Reference Services in the Digital Age” (PDF). Faculty of Computer Science & Information Technology,University of Malaya. (2004) 2012年11月14日閲覧。.
17. ↑  R. David Lankes. “AskERIC and the virtual library: lessons for emerging digital libraries”. Internet Research: Electronic Networking Applications and Policy, 1995, 5(1) p.56-63.